# 亞羅維爾卡省

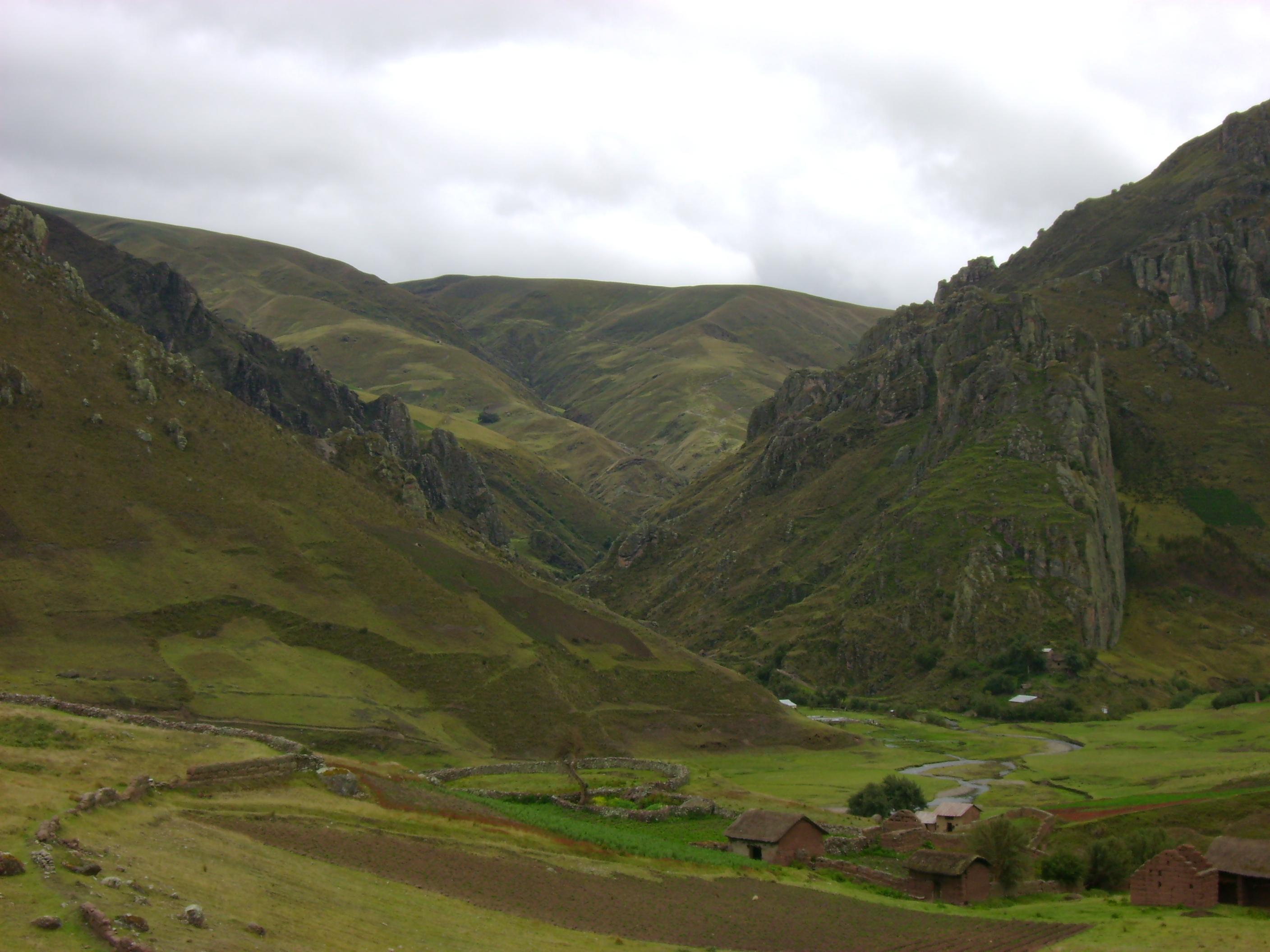

亞羅維爾卡省（西班牙語：Provincia de Yarowilca），是秘魯的省份，位於該國中部瓦努科大區，首府是查維尼約，面積759平方公里，2005年人口38,813，人口密度每平方公里51人，居民主要使用奇楚瓦語和西班牙語。
9°46′59″S 76°35′00″W / 9.78306°S 76.58333°W